# Phlegmariurus nanus
Phlegmariurus nanus là một loài thực vật có mạch trong Họ Thạch tùng. Loài này được C.Y. Ma miêu tả khoa học đầu tiên năm 1990.